# Tetrablemma loebli
Espèce
Tetrablemma loebli est une espèce d'araignées aranéomorphes de la famille des Tetrablemmidae.

## Distribution
Cette espèce est endémique d'Uttarakhand en Inde,.

## Description
Le mâle holotype mesure 0,88 mm.

## Étymologie
Cette espèce est nommée en l'honneur d'Ivan Löbl.

## Publication originale
- Bourne, 1980 : New armored spiders of the family Tetrablemmidae from New Ireland and northern India (Araneae). Revue suisse de zoologie, vol. 87, p. 301-317 (texte intégral).